# Praia da Palma
A Praia da Palma é uma praia do Arquipélago de São Tomé e Príncipe, localiza-se a Oeste da ilha de São Tomé, junto à Praia da Pipa, entre o Ilhéu Gabado e a Ponta da Azeitona, na foz do Rio Xufexufe e do Rio Quija.